# Drymeia valentinae
Drymeia valentinae är en tvåvingeart som först beskrevs av Adrian C. Pont 1975.  Drymeia valentinae ingår i släktet Drymeia och familjen husflugor. Inga underarter finns listade i Catalogue of Life.